# Eclipsi total del 22 de juliol de 2009

Eclipsi solar del 22 de juliol de 2009

El 22 de juliol de 2009 es va produir un eclipsi de sol total amb una magnitud d'1,080 que va ser vist al nord de l'Índia, a l'est del Nepal, el nord de Bangladesh, Bhutan, el nord de la punta de Myanmar, la Xina central i l'oceà Pacífic incloent les Illes Ryukyu, arxipèlag Marshall i Kiribati. Totalment va ser vist en ciutats com Surat, Varanasi, Patna, Thimbu, Chengdu, Chongqing, Wuhan, Hangzhou i Xangai. Un eclipsi parcial va ser observat al camí molt més ampli de la penombra de la lluna, inclosa la major part del sud-est d'Àsia i el nord-est d'Oceania.

## El més llarg del segle XXI
Aquest eclipsi solar ha estat l'eclipsi solar total més llarg del segle xxi i no se'n superarà en durada fins al 13 de juny de 2132. La seva totalitat tindrà una durada de fins a 6 minuts i 39 segons, el seu punt màxim de l'eclipsi va produir-se a les 02:35:21 UTC uns 100 km al sud de les Illes Ogasawara, al sud-est del Japó.

## Retransmissió en directe via Internet
L'eclipsi fou transmès via Internet per l'"Expedició a la Xina: Eclipsi Solar 2009" des de la ciutat xinessa de Chongging. L'ombra total va tenir una durada en aquest punt de 5 minuts i 30 segons i començà a l'1:13 UTC.
L'expedició va estar coorganitzada per Shelios Expediciones Científicas, la Junta d'Extremadura i pel grup Cíclope de la Facultat d'Informàtica de Madrid.

## Imatges

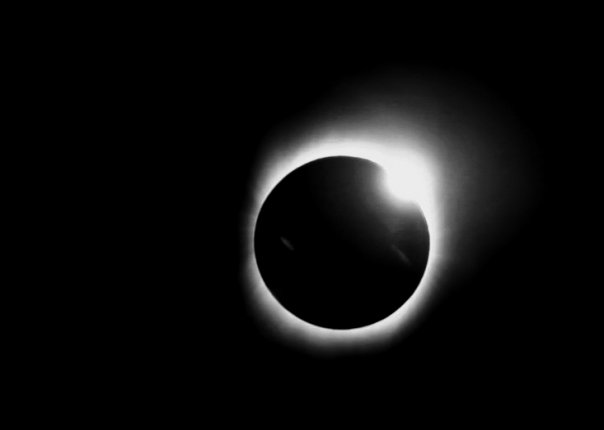
Anello de diamants al final de la fase de totalitat, Kurigram, Bangladesh
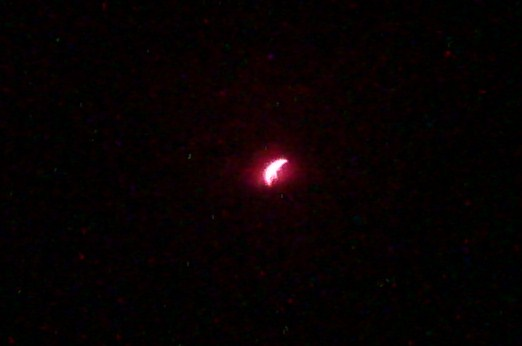
Eclipsi parcial des de Nueva Delhi, Índia
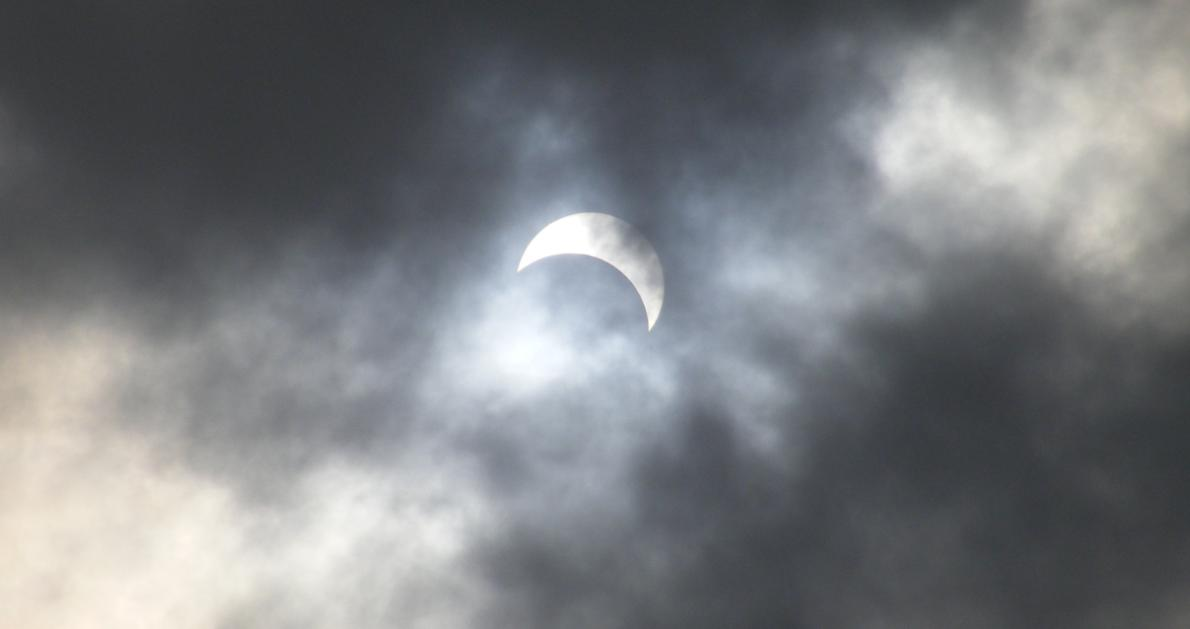
Eclipsi parcial des de Kolkata, Índia
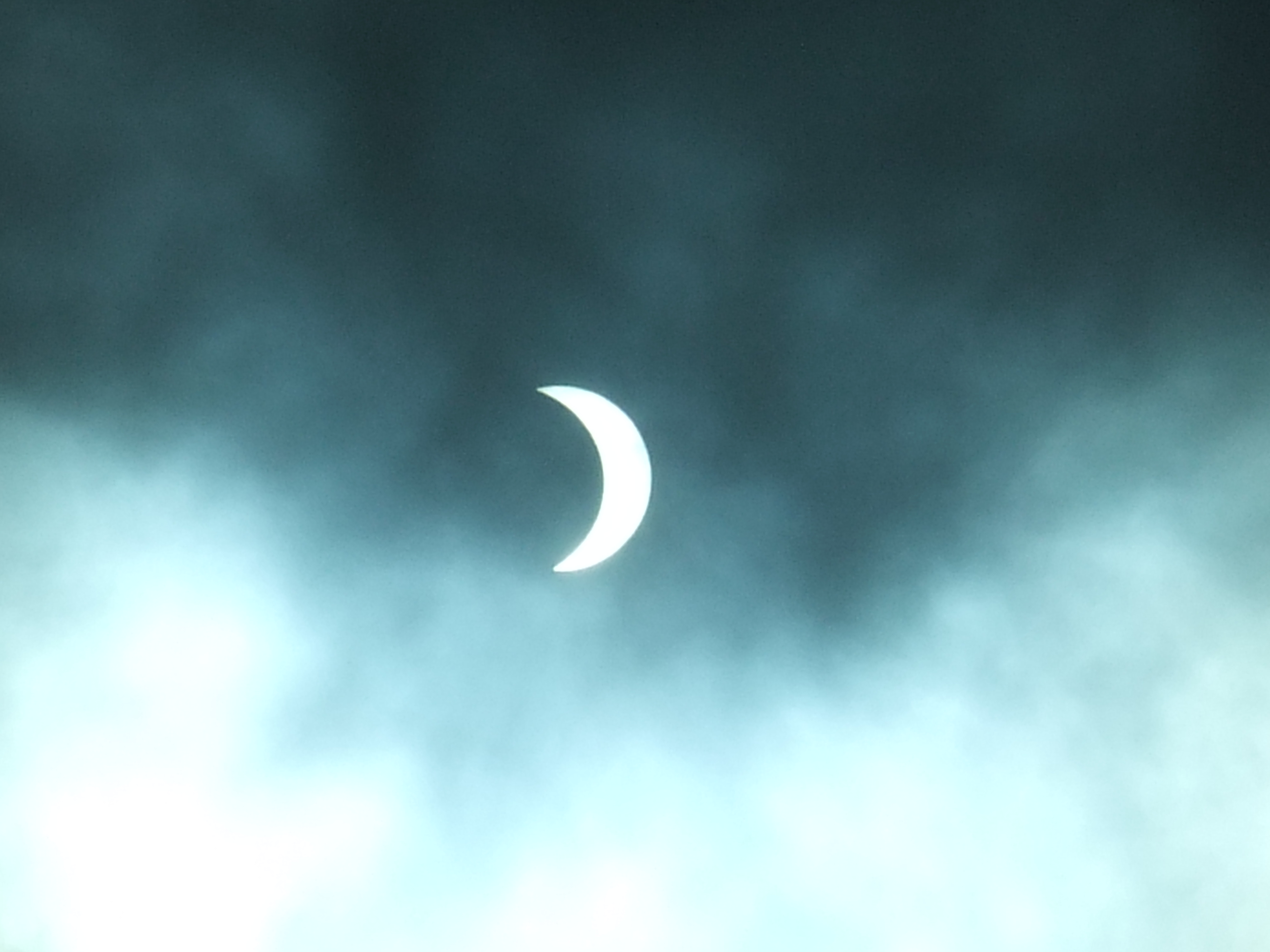
Eclipsi parcial des de Sheung Shui, Hong Kong
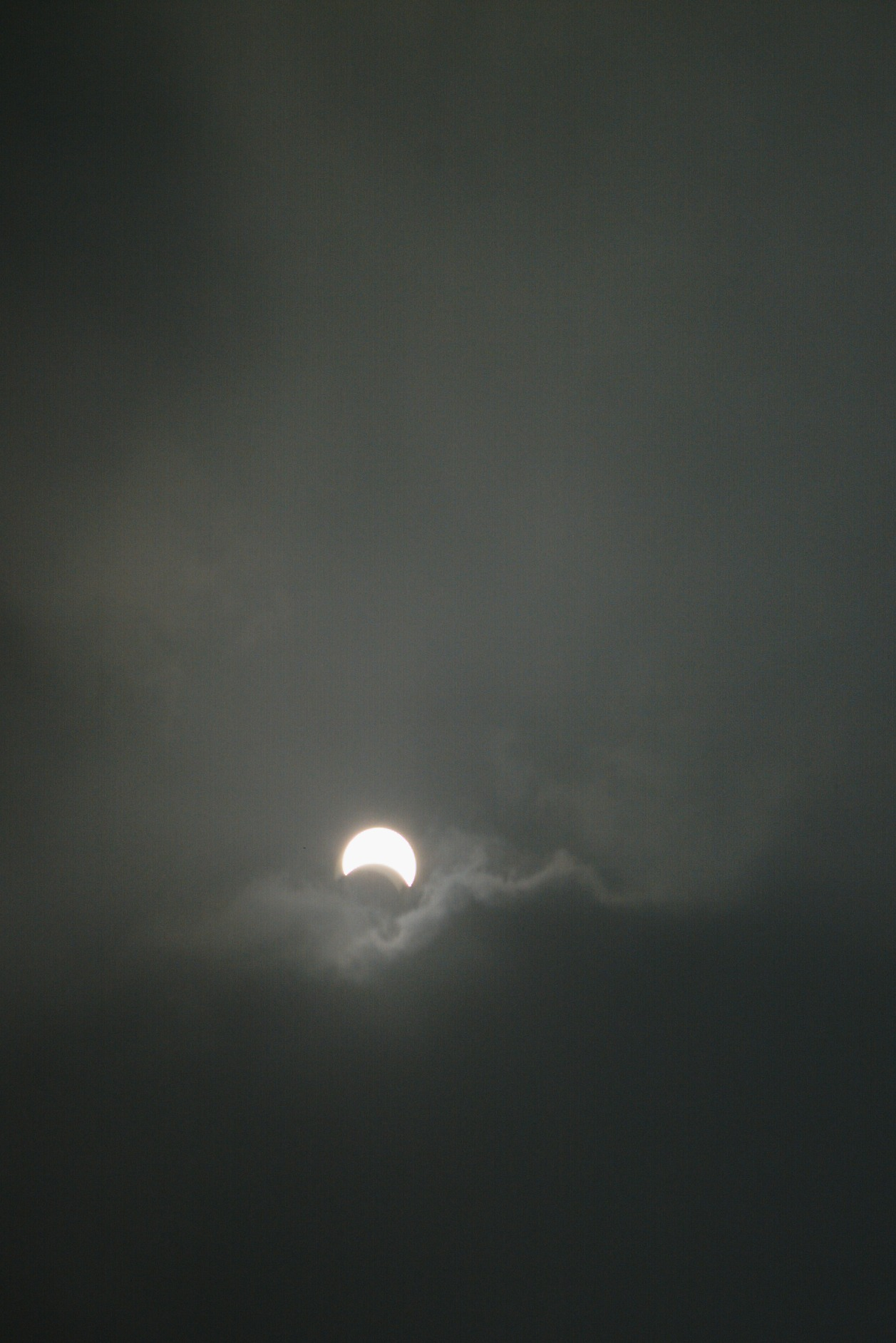
Eclipsi parcial des de Beijing, Xina
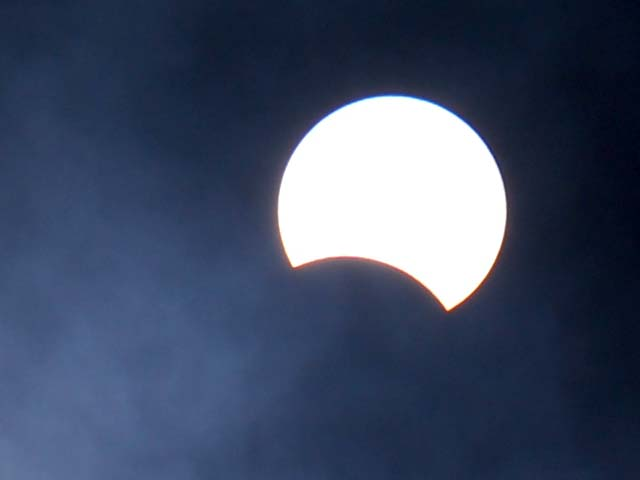
Eclipsi parcial des de Ciudad Quezon, Filipines